# Apelles (Mediziner)
Apelles († vor 30 n. Chr.) war ein antiker griechischer Arzt.
Apelles lebte, da er laut Plinius von Sextius Niger als Quelle benützt wurde, vor 30 n. Chr. Genaueres ist über seine Lebensumstände nicht bekannt. Plinius urteilt, dass die medizinischen Vorschriften des Apelles schmerzvoll und von Aberglauben geprägt gewesen seien. Er nennt Apelles im Quellenverzeichnis zum 28., 31. und 32. Buch seiner Naturalis historia und zitiert ihn an zwei Textstellen. Auch der berühmte antike Arzt Galenos kannte Apelles’ Rezepte und zitiert ihn ebenfalls zweimal. Dadurch ist ein Antidoton von Apelles und ein von ihm verschriebenes Mittel gegen Geschwüre erhalten.